# Modella in piedi, studio per Le modelle
Modella in piedi, studio per Le modelle (Poseuse debout, étude pour Les Poseuses) è un dipinto a olio su tavola (25x16 cm) realizzato tra il 1886 ed il 1887 dal pittore Georges-Pierre Seurat.
È conservato nel Musée d'Orsay di Parigi.
Il dipinto fa parte di una serie di numerosi studi per la realizzazione dell'opera Le modelle. La tavola, di dimensioni ridotte, ritrae una ragazza mora con i capelli raccolti in una crocca che posa nuda, fronte al pittore, coprendosi il sesso con le mani. Alle sue spalle, una parete su cui si intravedono delle tele indefinite ad ornamento della stessa, mentre la modella sembra abbia un tappeto bianco sotto i piedi, dal contorno non ben definito. Lo spettro cromatico si focalizza principalmente sulle gradazioni del blu e dell'indaco. Da uno studio sulla tavola effettuato mediante riflettografia ad infrarossi, sembra che Seurat abbia inizialmente steso delle pennellate più ampie del risultato che è invece visibile ad occhio nudo, il quale richiama lo stile pittorico del pointillisme.